# 아이티의 공휴일
아이티의 공휴일은 다음과 같다.
| 날짜           | 공휴일 이름                 | 비 고                                 |
| -------------- | --------------------------- | ------------------------------------- |
| 1월 1일        | 새해 첫날                   |                                       |
| 1월 2일        |                             |                                       |
| 1월 6일        | 주님 공현 대축일            |                                       |
| 1월 12일       | 추모의 날                   | 2010년 아이티 지진 발생.              |
| 2~3월 중(이동) | 카니발                      |                                       |
| 2~3월 중(이동) | 재의 수요일                 |                                       |
| 3~4월 중(이동) | 성목요일                    |                                       |
| 3~4월 중(이동) | 성금요일                    |                                       |
| 3~4월 중(이동) | 부활절                      |                                       |
| 5월 1일        | 노동절                      |                                       |
| 5월 18일       |                             |                                       |
| 5~6월 중(이동) | 주님 승천 대축일            | 부활절로부터 40일째 되는 목요일       |
| 5~6월 중(이동) | 그리스도의 성체 성혈 대축일 | 삼위일체 대축일로부터 4일 후인 목요일 |
| 8월 15일       | 성모 승천 대축일            |                                       |
| 10월 17일      |                             |                                       |
| 11월 1일       | 모든 성인 대축일            |                                       |
| 11월 2일       | 위령의 날                   |                                       |
| 11월 18일      |                             |                                       |
| 12월 5일       |                             |                                       |
| 12월 25일      | 크리스마스                  |                                       |